# San Michele Salentino
Pour les articles homonymes, voir San Michele.
San Michele Salentino est une commune de la province de Brindisi dans les Pouilles en Italie.

## Administration
| Période                                  | Période  | Identité           | Étiquette                            | Qualité |
| ---------------------------------------- | -------- | ------------------ | ------------------------------------ | ------- |
| 29 mai 2007                              | En cours | Alessandro Torroni | Cristiani Democratici per le Libertà |         |
| Les données manquantes sont à compléter. |          |                    |                                      |         |

### Hameaux
Borgata Ajeni

### Communes limitrophes
Ceglie Messapica, Francavilla Fontana, Latiano, Ostuni, San Vito dei Normanni

## Jumelage
- Carmignano (Italie) depuis 2006